# Московское наследие
Московское наследие — научно-популярный просветительский журнал, выпускаемый с 2006 года при поддержке Правительства Москвы, публикует материалы об истории и новостях архитектуры города, мнения горожан и экспертов о ситуации в сфере обеспечения сохранности объектов культурного наследия, опыте их реставрации и месте в столичных градостроительных планах, уникальные фотографии и современные репортажи, маршруты познавательных культурологических прогулок.

## Задачи журнала
Один из основателей движения «Архнадзор» москвовед Р. Э. Рахматуллин писал, что растущий интерес к московской старине способствовал возникновению не только общественного движения градозащитников, но и появлению «Московского наследия».
Журнал был создан Комитетом по культурному наследию Москвы в 2006 году с целью освещения тематических вопросов истории, сохранения и опыта реставрации объектов архитектурного наследия Москвы. Разработчики концепции издания исходили из того, что формат журнала «Московское наследие» должен «сократить дистанцию между объектами культурного наследия, властными структурами и простыми горожанами».
Журнал публикуется на средства городского бюджета. Просветительская направленность концепции издания обуславливает отказ от печатания рекламных материалов и бесплатное его распространение в учебных заведениях и общественных организациях, музеях и крупных городских библиотеках, выставочных площадках и некоторых книжных магазинах. Авторы издательского проекта предусмотрели и рассылку журнала в органы исполнительной власти, так как, по их мнению, «чиновники должны знать то, чем они владеют, и что по этому поводу думают авторы нашего журнала в частности. И те специалисты, которые работают в областях, связанных с историей города».
Среди традиционных рубрик:
- Городская среда
- Жизнь в памятнике
- Окраина
- Пешком
- Дискуссия

Первый главный редактор журнала Наталья Логинова писала:

«…одна из задач журнала — привлекать внимание к истории города и к необходимости сохранять ее. Мы используем самые разные журналистские и дизайнерские возможности: прежде всего — самая большая рубрика журнала — Пешком (по сути — путеводители). Мы рассматриваем Москву, прогуливаясь самыми разными маршрутами и приглашаем читателя повторить наши маршруты…»

Входит в число 27 российских периодических изданий в разделе охрана памятников истории и культуры (13.61.00) государственного рубрикатора ГРНТИ.
«Московское наследие» — участник российско-германского проекта Denkmal, Россия-Москва 2019 по сохранению, реставрации, использованию и популяризации культурного наследия и музейной технике.
Журнал и поднимаемые в нём актуальные проблемы неоднократно становились предметом обсуждения в средствах массовой информации.

## Сведения об издании
Главный редактор
Филолог, историк-краевед Филипп Смирнов — с 2016 года.
Научный руководитель
С 2016 года — Историк архитектуры, доктор искусствоведения, профессор Андрей Баталов — заместитель генерального директора по научной работе Музеев Московского Кремля.
Учредитель
2006 — 2010 — Комитет по культурному наследию города Москвы (Москомнаследие).

2012 — Департамент культурного наследия города Москвы.
Издатели
2006 — 2007 — ООО «Изд. дом Руденцовых» (с подзаголовком — «журнал для тех, кто любит Москву»);

2008 — 2009 — ООО «Издательство Лингва-Ф» (с подзаголовком — «журнал для тех, кто любит Москву»);

2010 — ЗАО «СитиПрессСервис» (с подзаголовками «большой столичный журнал», «журнал культурной урбанистики»);

2011 — ООО «АртРеставрация»;
2012 — ООО «Юник Медиа Ателье»;

2014 — 2015 — ОАО «Объединенная редакция изданий Мэра и Правительства Москвы»;

2016 — ПК «Галерия»;

С 2017 — ООО «Солид-пресс».
Тираж
Периодичность изначально ежеквартального издания увеличена до шести номеров в год. Всего выпущено (по состоянию на август 2021 года) 74 номера журнала и два специальный выпуска: «Москва ресторанов и гастрономии» (выпуск 2019 года) и «Объекты реставрации 2020» (выпуск 2020 года). Объём тиражей менялся с первоначальных 3000 экземпляров до 7000 в 2011 году и до 20 000 экземпляров в 2019 году.

## Премии
Издание неоднократно отмечалось в профессиональной среде.
В 2012 году  специальной премией конкурса «Московская реставрация — 2015» "за лучшую публикацию о памятниках истории и культуры Москвы" награждена редакция журнала "Московское наследие" (главный редактор - Яна Миронцева, редакционная группа: Владимир Седов, Иван Васин, Иван Величко, Рената Серебрякова, Кирилл Харатьян)
В 2013 году дизайн журнала (дизайн-бюро «Щука») был отмечен серебряным призом международного конкурса ED-Awards (en:European Design Award). 
В 2014 году:

— был удостоен диплома Союза Архитекторов России по итогам конкурса «Лучшее печатное издание и лучшая публикация об архитектуре и архитекторах»;

— стал лауреатом премии комплекса социальной сферы и Союза журналистов Москвы.
В 2015 году просветительский проект «Московское наследие» отмечен специальной премией конкурса «Московская реставрация — 2015»

## Комментарии
1. ↑  В 2006—2008 годах Р. Э. Рахматуллин был заместителем главного редактора «Московского наследия».
2. ↑  В 2015 году книга Ф. И. Смирнова «И вкус, и цвет, и аромат» — первое издание в серии «Пешком по Москве» — отмечена премией XI Всероссийского конкурса региональной и краеведческой литературы «Малая Родина» в номинации «Увлекательное краеведение».
3. ↑  Главными редакторами журнала были: 2006—2010 гг. — Наталья Логинова, 2012 - 2013 гг. — Яна Миронцева,  2014—2015 гг. — Татьяна Садковская
4. ↑  Тираж отдельных выпусков журнала в 2014 году составлял 30 000 экземпляров